# Оттерсваєр
Оттерсваєр (нім. Ottersweier) — громада в Німеччині, знаходиться в землі Баден-Вюртемберг. Підпорядковується адміністративному округу Карлсруе. Входить до складу району Раштат.
Площа — 29,21 км2. Населення становить 6434 ос. (станом на 31 грудня 2020).